# Дмитриев, Михаил Геннадьевич
Михаил Геннадиевич Дмитриев (род. 1947) — советский и российский математик, специалист в области прикладной математики и информатики; член Российской Академии естественных наук, Почетный работник высшей школы РФ (2008), автор большого числа жизненных историй и работ в области управления.

## Биография
Родился 6 апреля 1947 года в Чите.
Окончил Днепропетровский государственный университет им. 300-летия воссоединения Украины с Россией в 1969 году (механико-математический факультет).
Кандидат физико-математических наук (защитился в Днепропетровском государственном университете им. 300-летия воссоединения Украины с Россией в 1972 году, тема диссертации: «Исследование сингулярных возмущений в задачах оптимального управления»).
Доктор физико-математических наук (защитился в Московском государственном университете им. М. В. Ломоносова в 1984 году, тема диссертации: «Сингулярные возмущения в задачах оптимального управления»).
В 1975—1986 годах — работал в Красноярском ВЦ СО АН, затем работал в Туркменской академии наук.
С 1992 года — главный научный сотрудник ИПС РАН. В 1995—1998 годах — ректор «Университета города Переславля им. А. К. Айламазяна».
C 2007 года работает в НИУ ВШЭ.